# Vrieselhof
Het Vrieselhof is een kasteel en een gelijknamig provinciaal groendomein in Oelegem, een deelgemeente van de Belgische gemeente Ranst. Het ongeveer 80 ha grote gebied is eigendom van de provincie Antwerpen en wordt ook door haar beheerd.

## Het kasteel

### Geschiedenis
De naam "Vrieselhof" gaat terug op Jan van Vriesele, een edelman uit Kontich die rond 1300 ongeveer 24 bunders grond kocht in Oelegem (ongeveer 32 ha). Hij gaf de grond als bruidsschat voor zijn dochter. Meer gegevens uit die tijd zijn niet bekend. In 1450 werd een belangrijke hoeve met heerlijke rechten vermeld op het domein, dat bossen, heide en moerasgebied omvatte. In 1457 was er sprake van een "ridderlijk hof, geheten 't hof van Vriesele". De eigenaar, Matheeus van Steenbergen, kreeg toen van Filips de Goede, de hertog van Bourgondië toestemming om aan zijn hof een laathof op te richten. Dit was een lagere rechtbank waar een meier kon oordelen over plaatselijke geschillen. In 1495 erfde Josine van Steenbergen het domein. Toen werden voor het eerst hofgrachten vermeld.

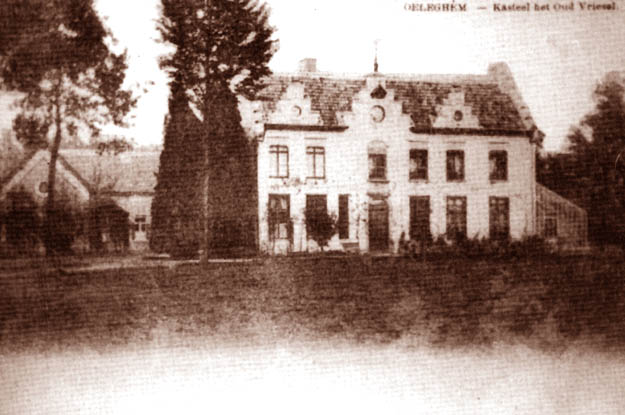
Het oude Vrieselhof van voor 1910.

Onder de eigenaars van het kasteel bevonden zich enkele burgemeesters van Antwerpen: Kosten van Halmale en Hendrik van Halmale.
Tijdens de Tachtigjarige Oorlog (16e -17e eeuw) gingen de inwoners van Oelegem meermaals schuilen in het kasteel.
Vanaf 1509 hadden leden van de familie van Halmale het domein in bezit. De laatste telg, Alfons-Ignace van Halmale stierf kinderloos in 1788. Daarna kwam het kasteeldomein in handen van Charles-Ignace d'Oultremont en zijn vrouw Anne-Henriette de Neuf. Deze laatste had toch nog banden met de familie van Halmale: haar grootmoeder was Barbara Anna Philippa van Halmale (dochter van Alexander Jozef van Halmale, die eveneens burgemeester van Antwerpen was). Voor de nieuwe erfgenamen was het kasteel een buitenverblijf waar ze weinig verbleven.
In de 19e eeuw gebeurden er restauratiewerken aan het kasteel. Het nabijgelegen koetshuis met stalling dateert van 1877.
In 1910 werd graaf Louis de Brouchoven de Bergeyck eigenaar van het geheel. Hij liet het oude kasteel herbouwen in neo-Vlaamse-renaissancestijl met trapgevels, speklagen en hoektorens, maar na het uitbreken van de Eerste Wereldoorlog lieten de Belgische troepen het kasteel om strategische redenen afbranden op 7 oktober 1914. Tussen 1917 en 1919 werd het huidige kasteel herbouwd in dezelfde stijl als het pas recent gebouwde, verwoeste kasteel. In 1974 werd het kasteel en het bijhorende domein door de kleinkinderen van Louis de Brouchoven de Bergeyck verkocht aan de provincie Antwerpen.

### Functies
Het grootste deel van de tijd had het kasteel een woonfunctie. In de 18e en 19e eeuw had het nog enkele andere functies: in 1797 werd het een tijdelijke verblijfplaats voor de Augustijnen van Antwerpen nadat hun klooster gesloten werd en in 1818 werd het verhuurd als Rijkswachtkazerne.
In 1975, een jaar na de verkoop aan de provincie Antwerpen, werd het domein opengesteld voor wandelaars. Van 1977 tot 1999 was het "Provinciaal textiel- en kostuummuseum" gevestigd in het Vrieselhof. Door een gebrek aan middelen kon slechts een beperkt deel van de collectie tentoongesteld worden. In 2002 verhuisde het museum naar Antwerpen en kreeg het de naam Modemuseum Antwerpen. In 2003 vestigde het Provinciaal bibliotheekcentrum zich in het kasteel, samen met administratieve diensten. In 2011 werd binnen het Provinciaal bibliotheekcentrum een "bibliotheek van Vlaamse klassiekers" geopend. Hierin worden werken van klassieke Vlaamse schrijvers verzameld en uitgeleend. In 2014 besliste de provincieraad van Antwerpen het departement cultuur te herstructureren. Het bibliotheekcentrum zou samen met de Dienst Cultuurspreiding en Kunsten samengevoegd worden tot een nieuwe Dienst Bibliotheken en Kunsten. In 2015 verhuisde het Provinciaal bibliotheekcentrum naar Antwerpen, maar de verzameling Vlaamse klassiekers bleef in het Vrieselhof.
Een aantal ruimtes in het kasteel worden door de gemeente Ranst gebruikt voor ceremonies.
Het vroegere koetshuis is omgebouwd tot een drank- en eetgelegenheid, genaamd Remise (een oud woord voor koetshuis).

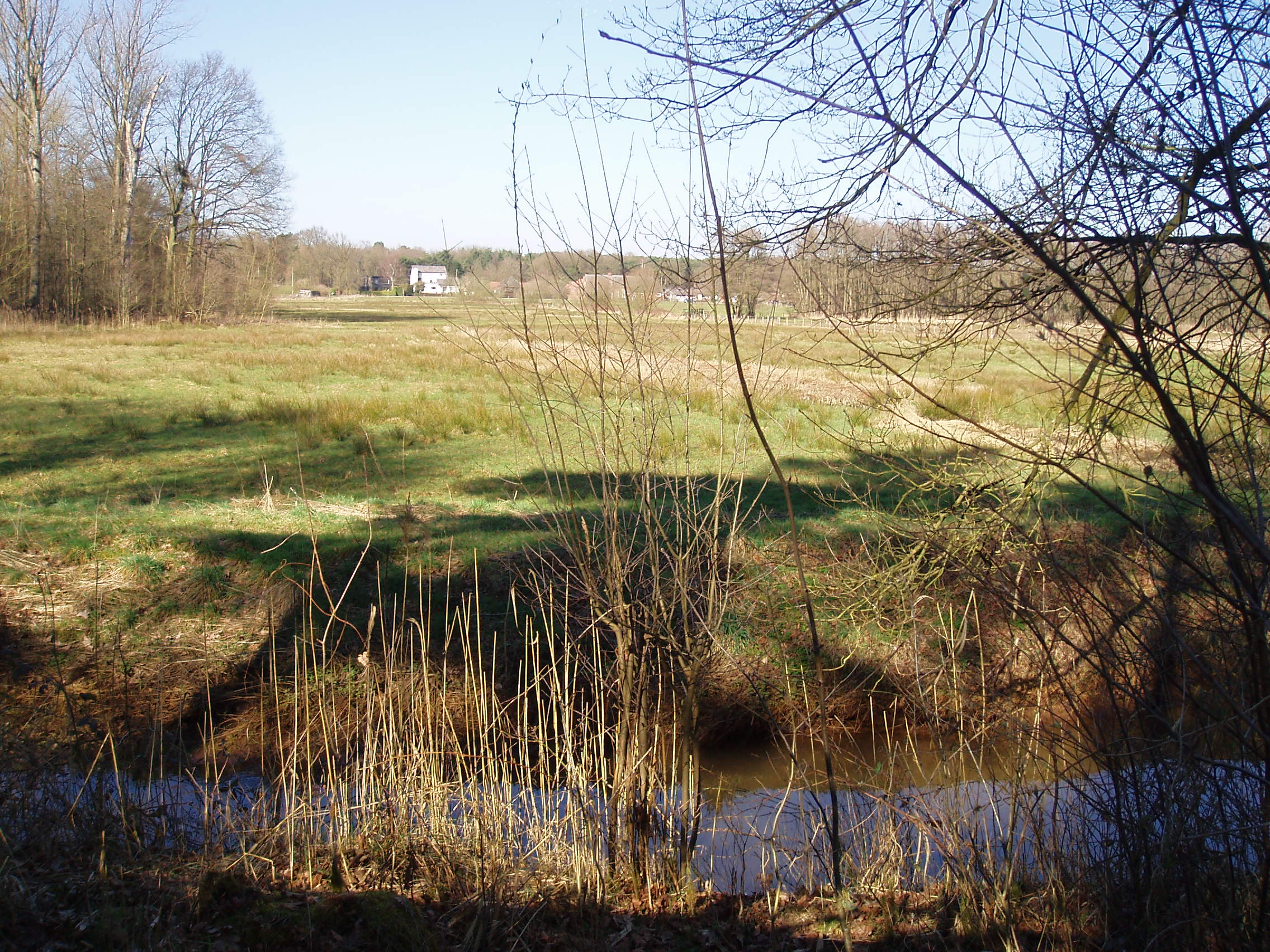
Het Goor

## Het domein
Het domein Vrieselhof bestaat uit verschillende delen. Het eigenlijke kasteelpark kreeg vorm in de 18e eeuw. Alfons-Ignace van Halmale legde de drevenstructuur op het domein, met onder meer de een kilometer lange dreef vanaf het kasteel tot de Rundvoorstraat, vast rond 1750. Oude Ferrariskaarten geven deze structuur reeds duidelijk weer. De gronden naast de dreef waren niet allemaal eigendom van de kasteelheer. Oorspronkelijk liep het domein tot aan de Heidebeek en werd het omringd door bossen en hooiland. Achter het kasteel werd in dezelfde tijd een stervormige drevenstructuur aangelegd, het zogenaamde "Sterbos", in de 21e eeuw een speelbos voor kinderen. Begin 20e eeuw werd het park heraangelegd in een Engelse landschapsstijl, die veel minder streng was. Onder meer de U-vormige hofgracht dateert uit die tijd. Grote delen van de oudere dreefstructuur zijn nog wel herkenbaar.

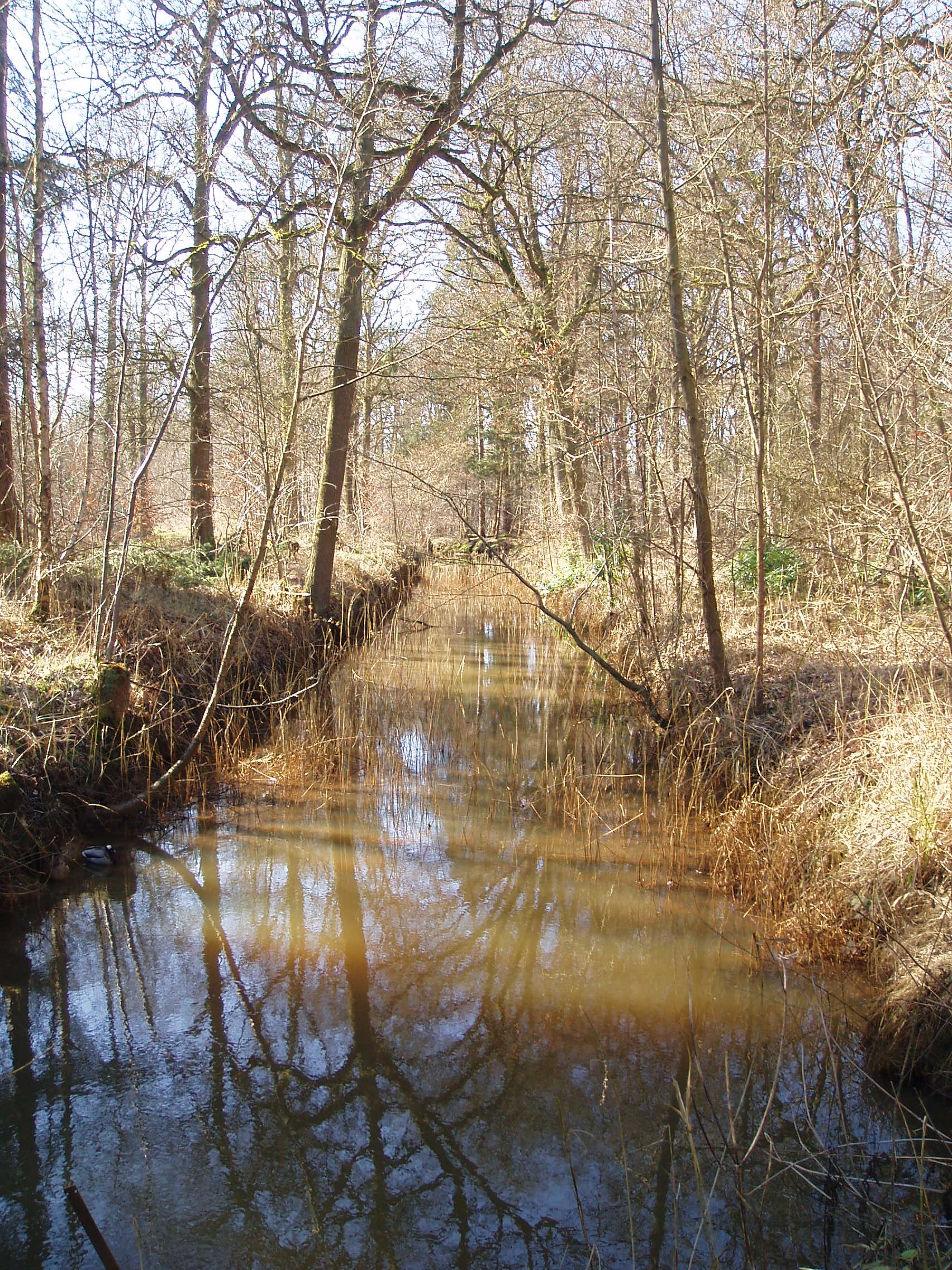
De Heidebeek op het domein Vrieselhof.

Verschillende wateren doorkruisen het gebied van het Vrieselhof: naast de hofgracht zijn er de Heidebeek, het Groot Schijn, de Rosse Beek en de Vrieselbeek.
De Heidebeek begrenst het oorspronkelijke parkgedeelte. Het noordelijk gedeelte voorbij deze beek behoort evenwel ook tot het provinciaal domein Vrieselhof. Het is een stuk Schijnvallei, waardoor het Groot Schijn loopt, een rivier die ontspringt in Westmalle en uitmondt in de Schelde. De Schijnvallei heeft nog de kenmerken van de 19e eeuw bewaard. Tussen het Groot Schijn en de Heidebeek ligt het Vrieselgoor, een moerasachtig bebost gebied met een gedeeltelijke repelpercelering: repels verhoogde grond met tussenin afwateringsgrachten. Aan de overzijde van het Groot Schijn ligt het Goor, een laaggelegen moerassig land. Bij het Goor hoort een deel waardevol blauwgrasland. In 2013 kocht de provincie nog aanpalende stukken grond bij om dit blauwgrasland beter in stand te kunnen houden.
Het oostelijke deel van het domein tussen de Heidebeek en het Groot Schijn wordt begrensd door de Rosse Beek. Aan de overzijde van deze beek, buiten het domein Vrieselhof, ligt het Fort van Oelegem. Het deel naast de Rosse Beek, tussen de Heidebeek en het Groot Schijn, is een oud moerasbos dat onderhevig is aan kwel en waar geen onderhoudswerken gebeuren. Dit stuk bos heet "het Diep".
De Vrieselbeek loop binnen het oorspronkelijke parkgedeelte tussen het kasteel en het sterbos.

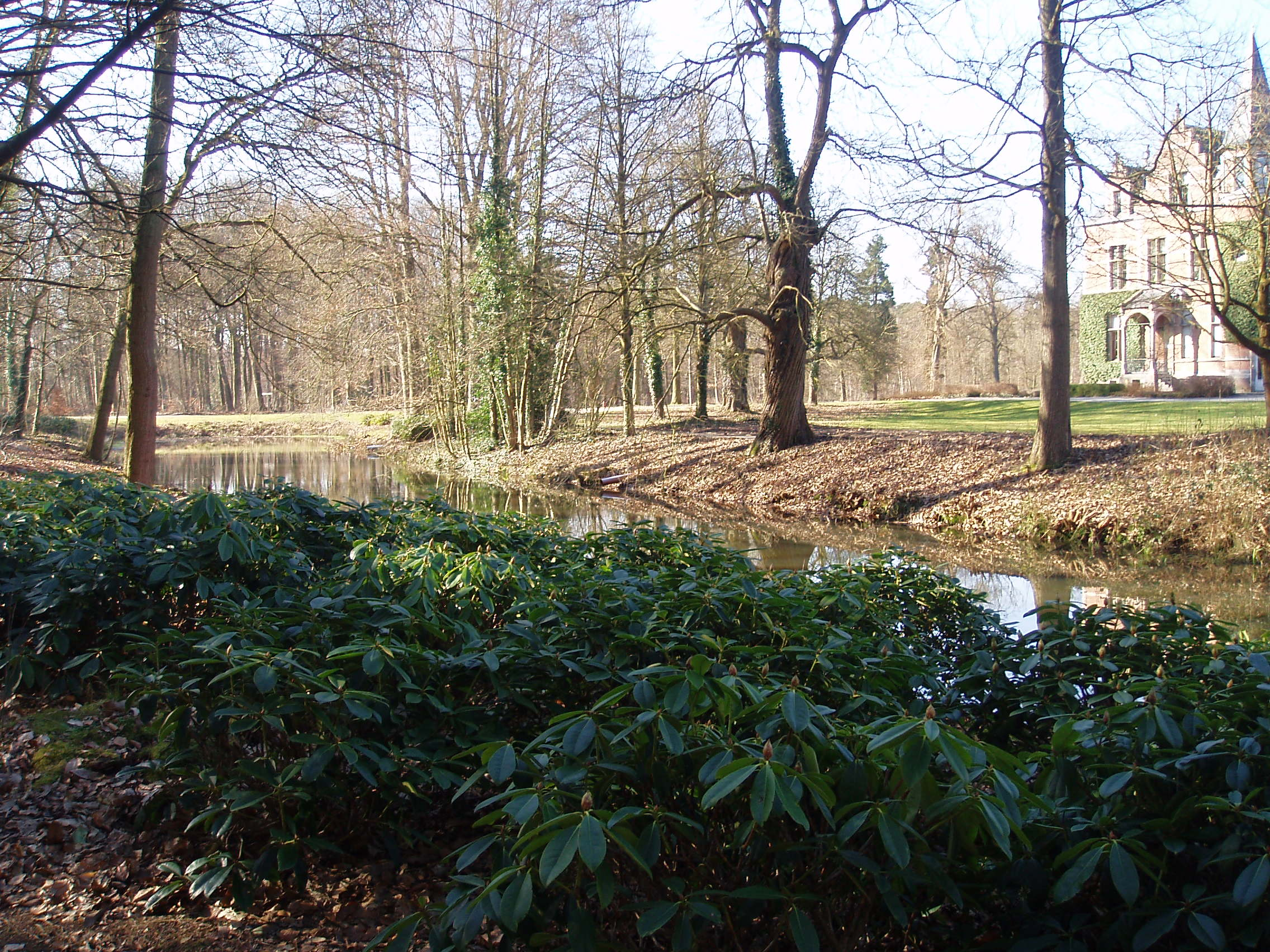
Vrieselhof met hofgracht
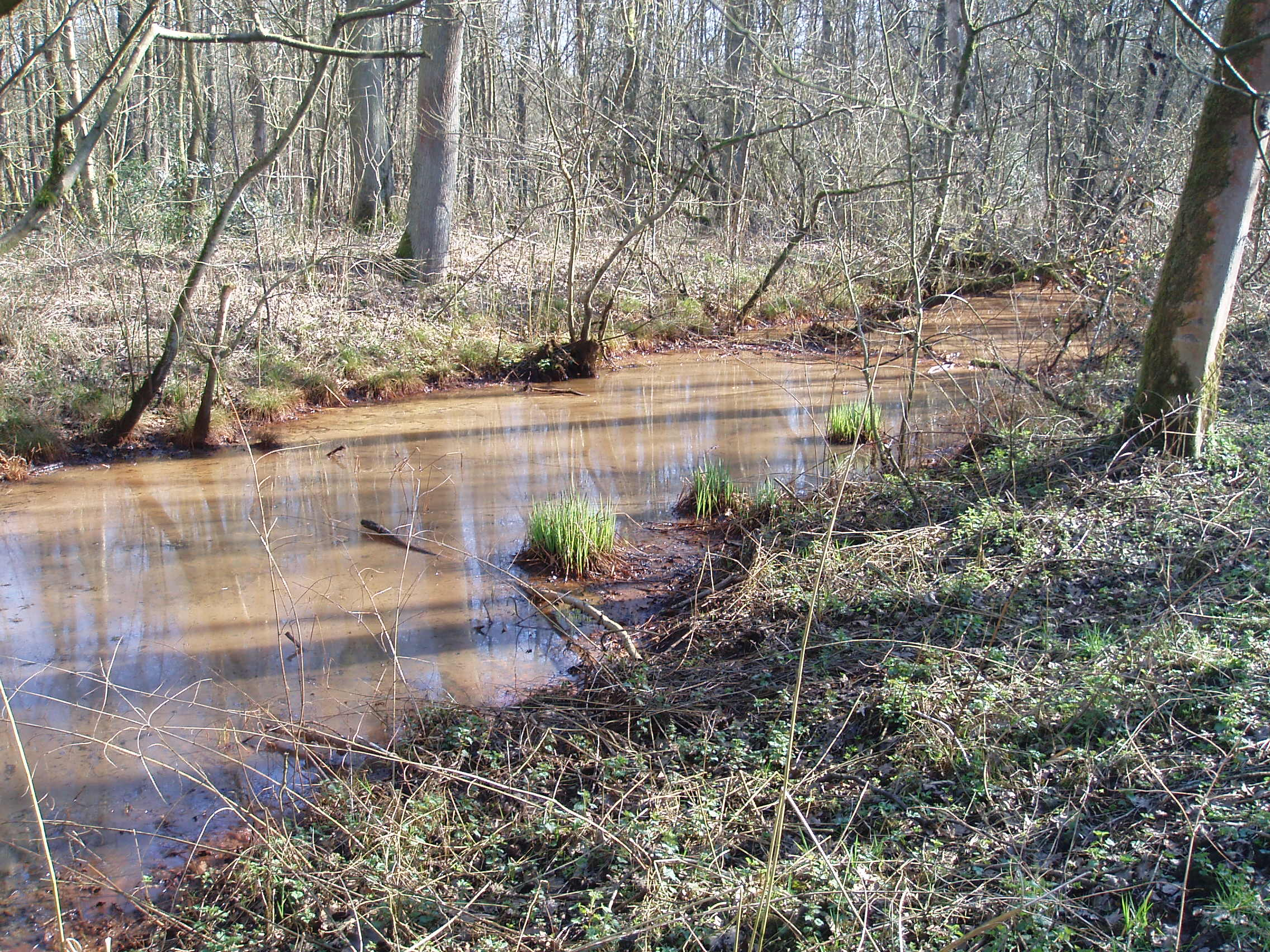
Rosse Beek
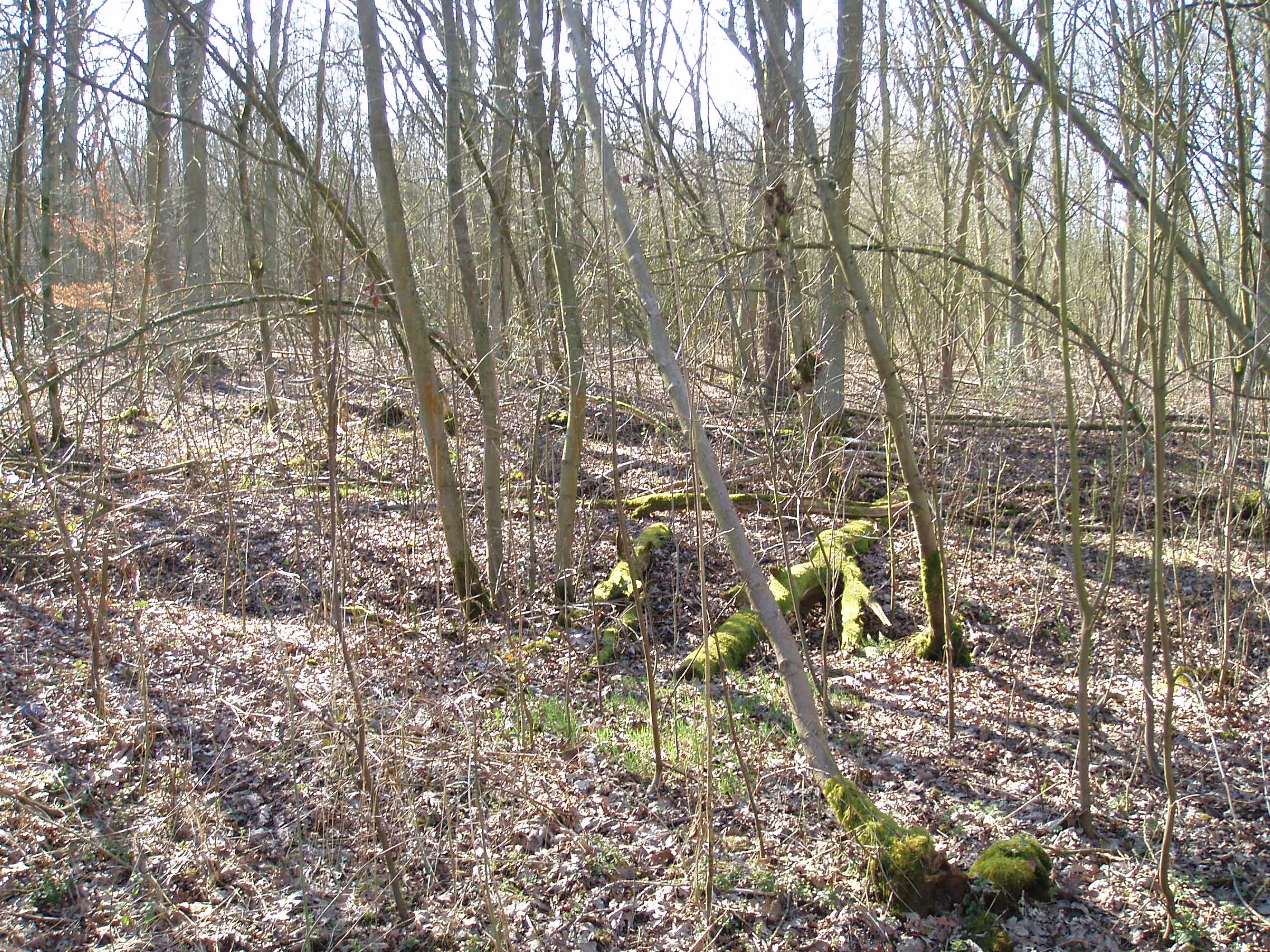
Het Diep
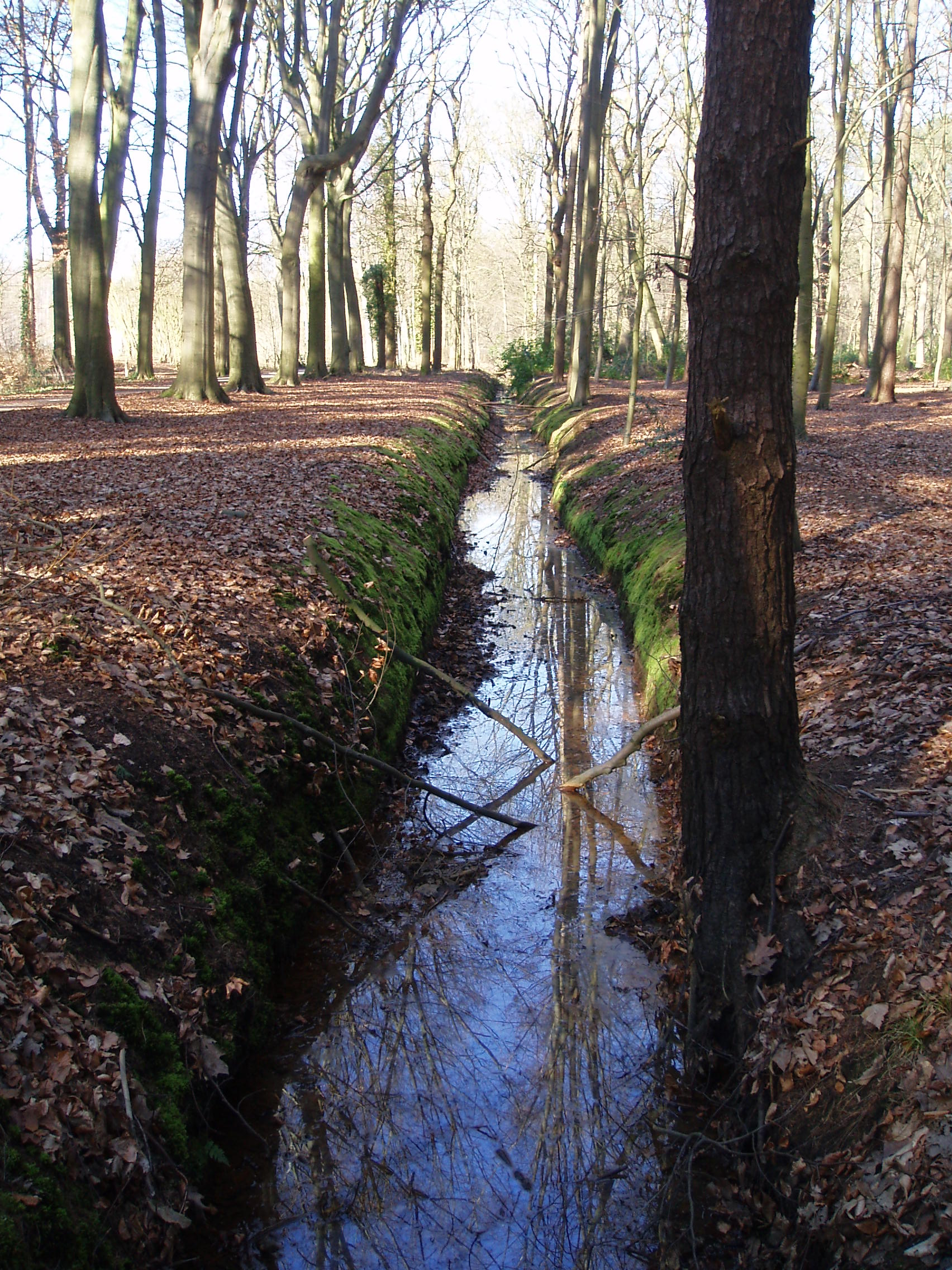
Vrieselbeek
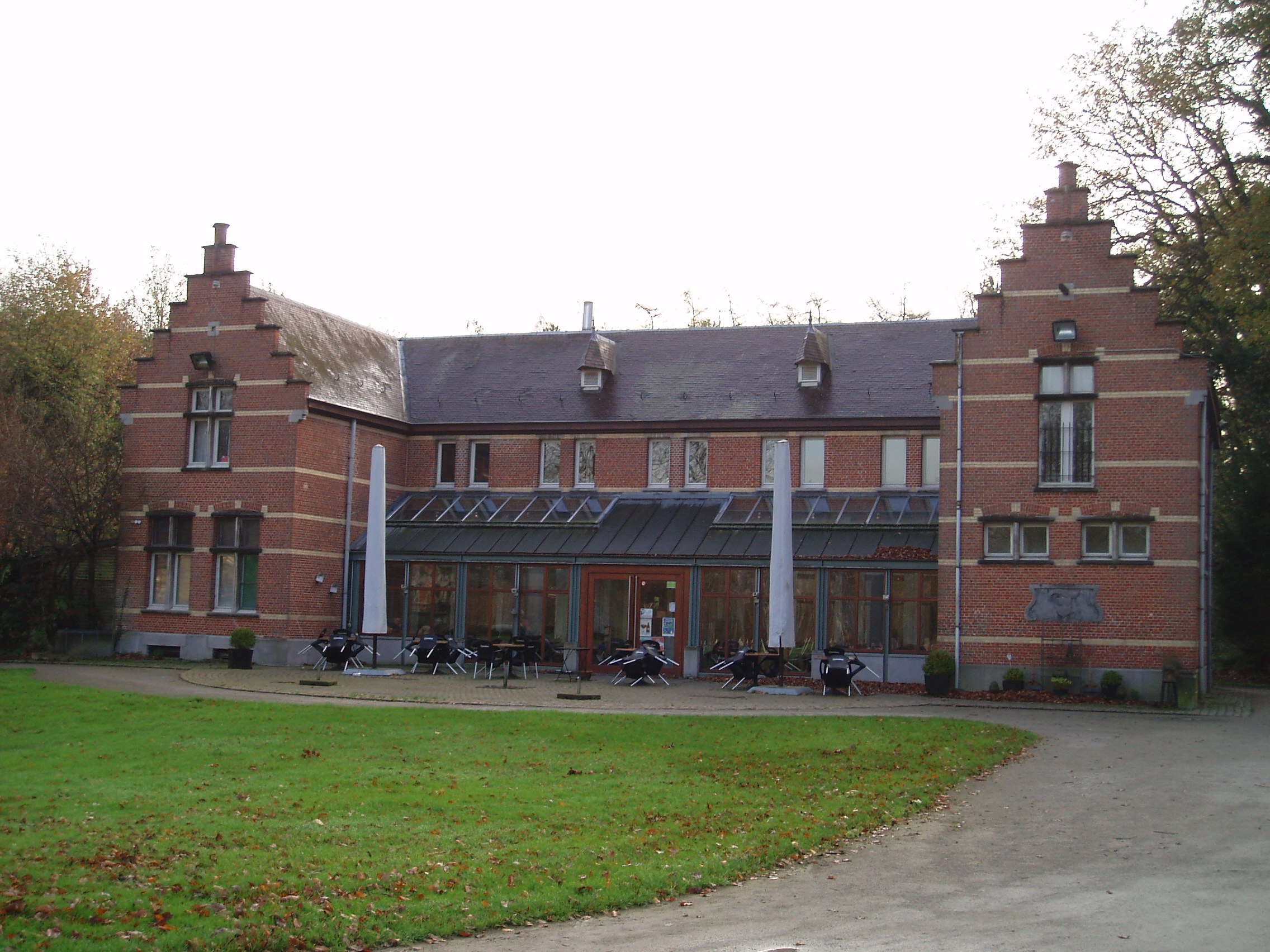
Koetshuis (Remise)
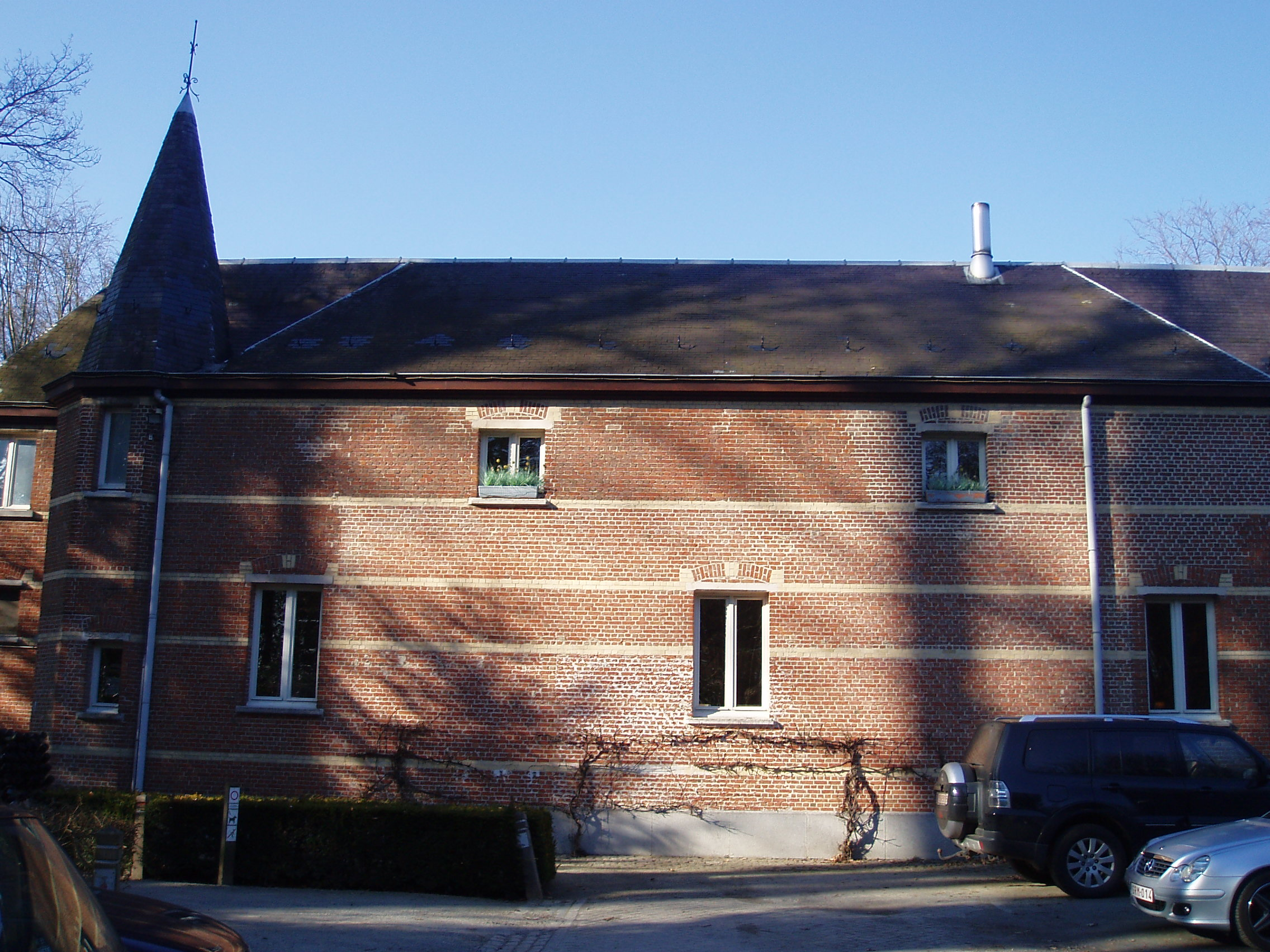
Achterzijde van het koetshuis
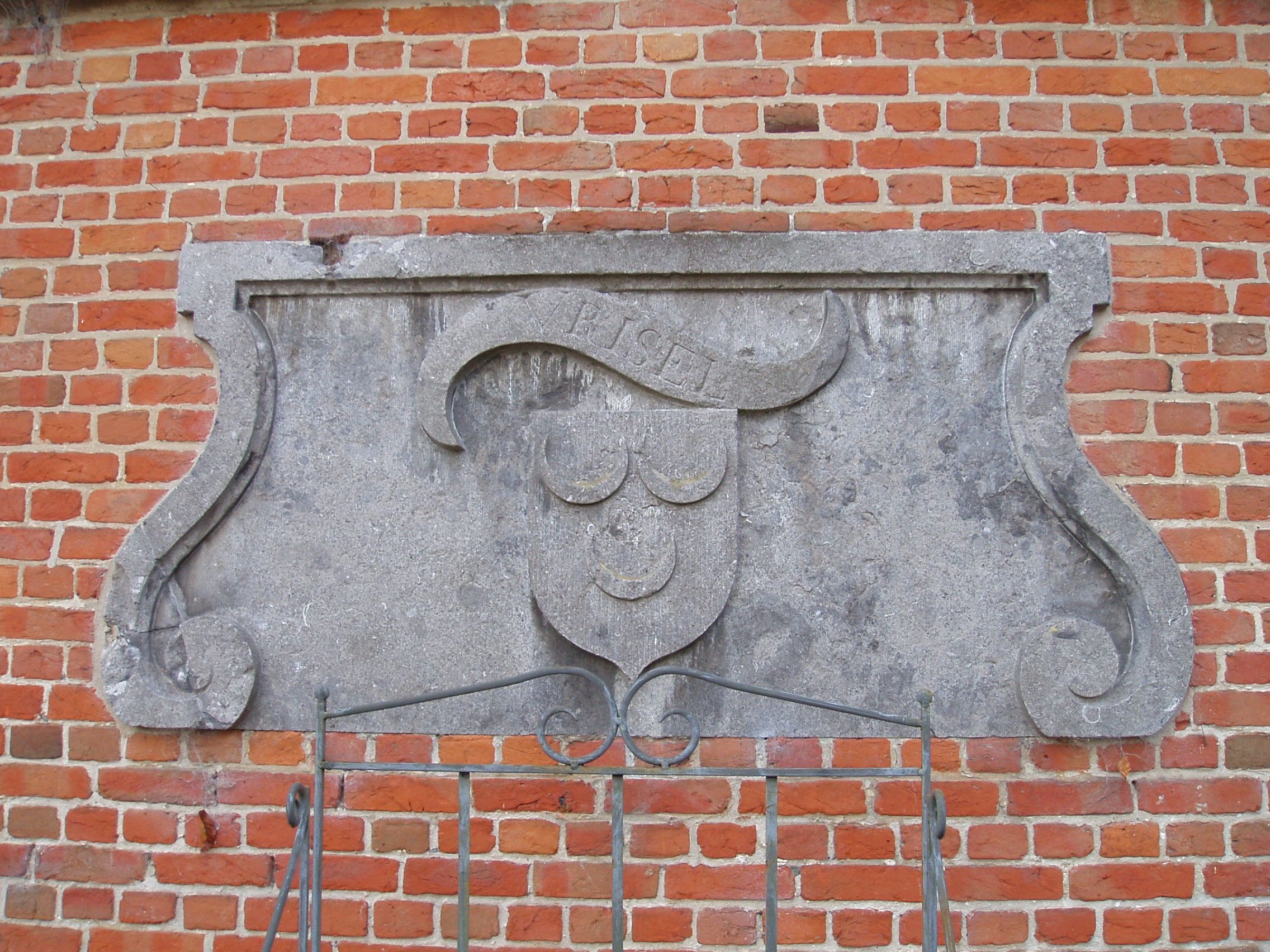
Wapenschild van de heren van Vriesel in de muur aan de voorzijde van de Remise

## Militaire overblijfselen
Op het domein Vrieselhof zijn enkele militaire overblijfselen terug te vinden en restanten van de twee wereldoorlogen. Het duidelijkst zijn de drie bunkers, die samen met de antitankgracht gebouwd werden tussen 1939 en 1940. Zo bevindt er zich een bunker in een bocht van het Groot Schijn ter hoogte van het Goor. Aan de buitenzijde van het sterbos ter hoogte van het domein van het Fort van Oelegem ligt in het bos een oude bomkrater, gevuld met water. Iets verder aan de overzijde van het pad liggen restanten van oude loopgraven die dateren uit de Eerste Wereldoorlog.

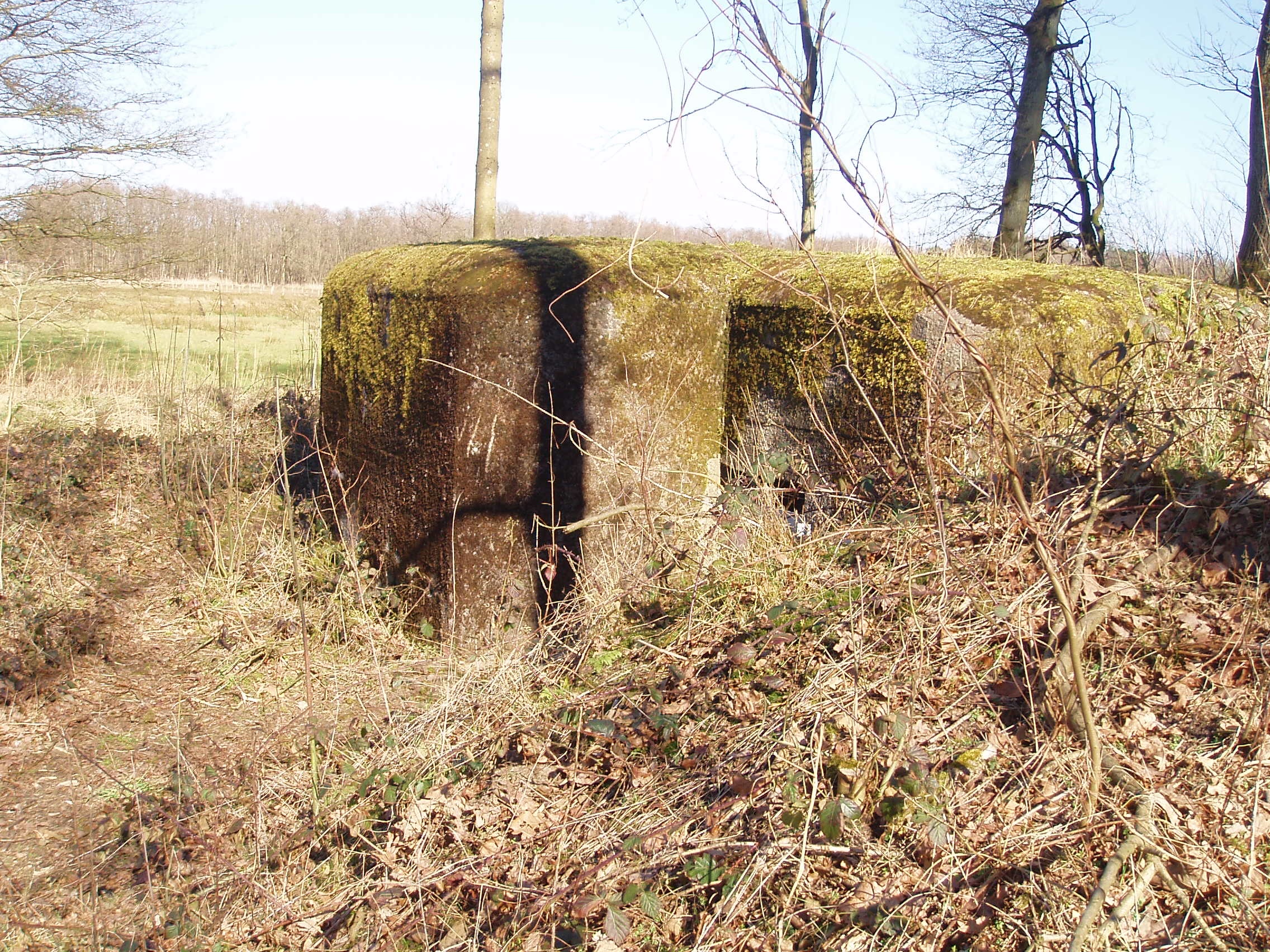
Bunker in een bocht van het Groot Schijn
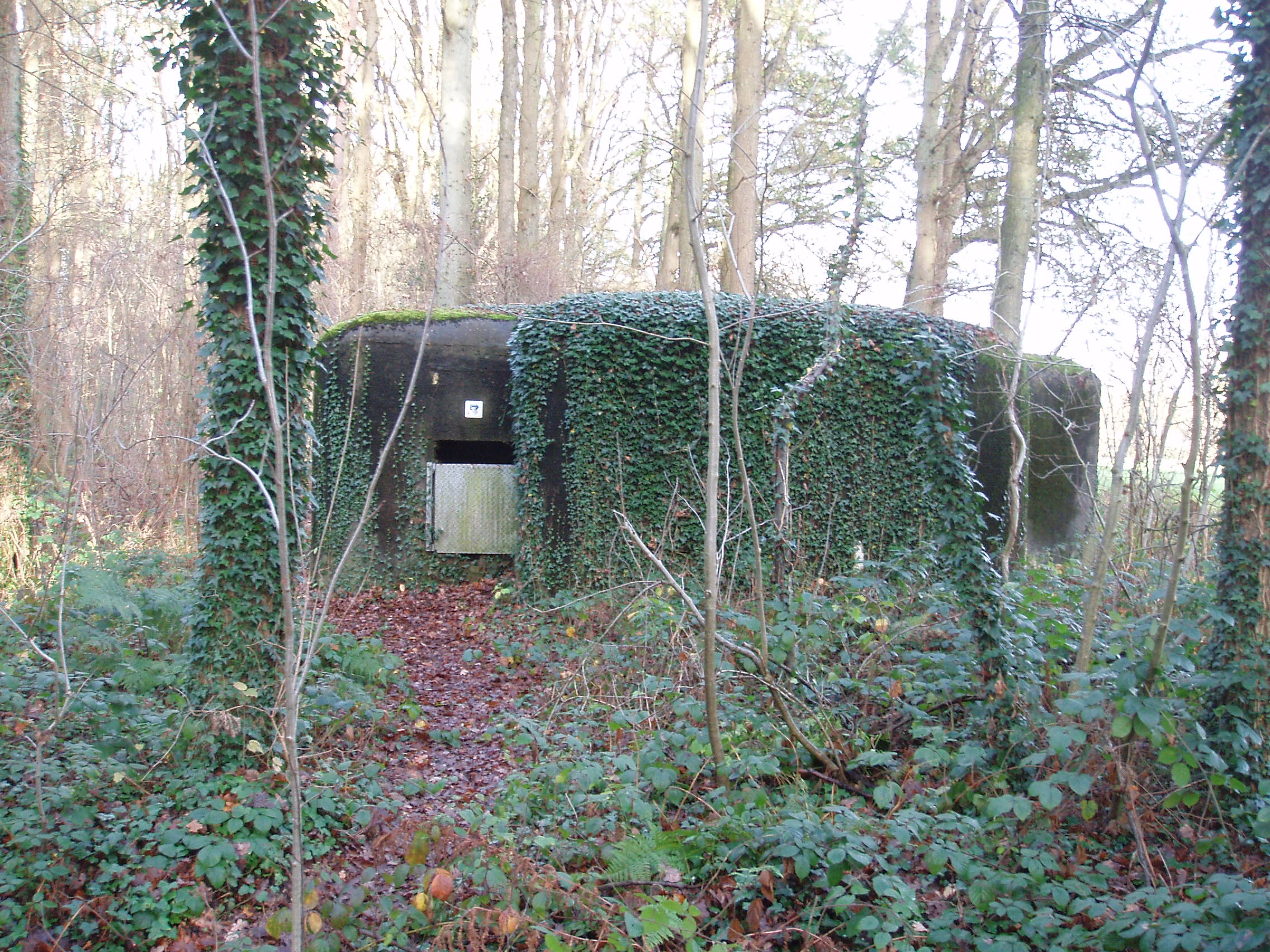
Bunker aan de ingang in de buurt van het Fort van Oelegem
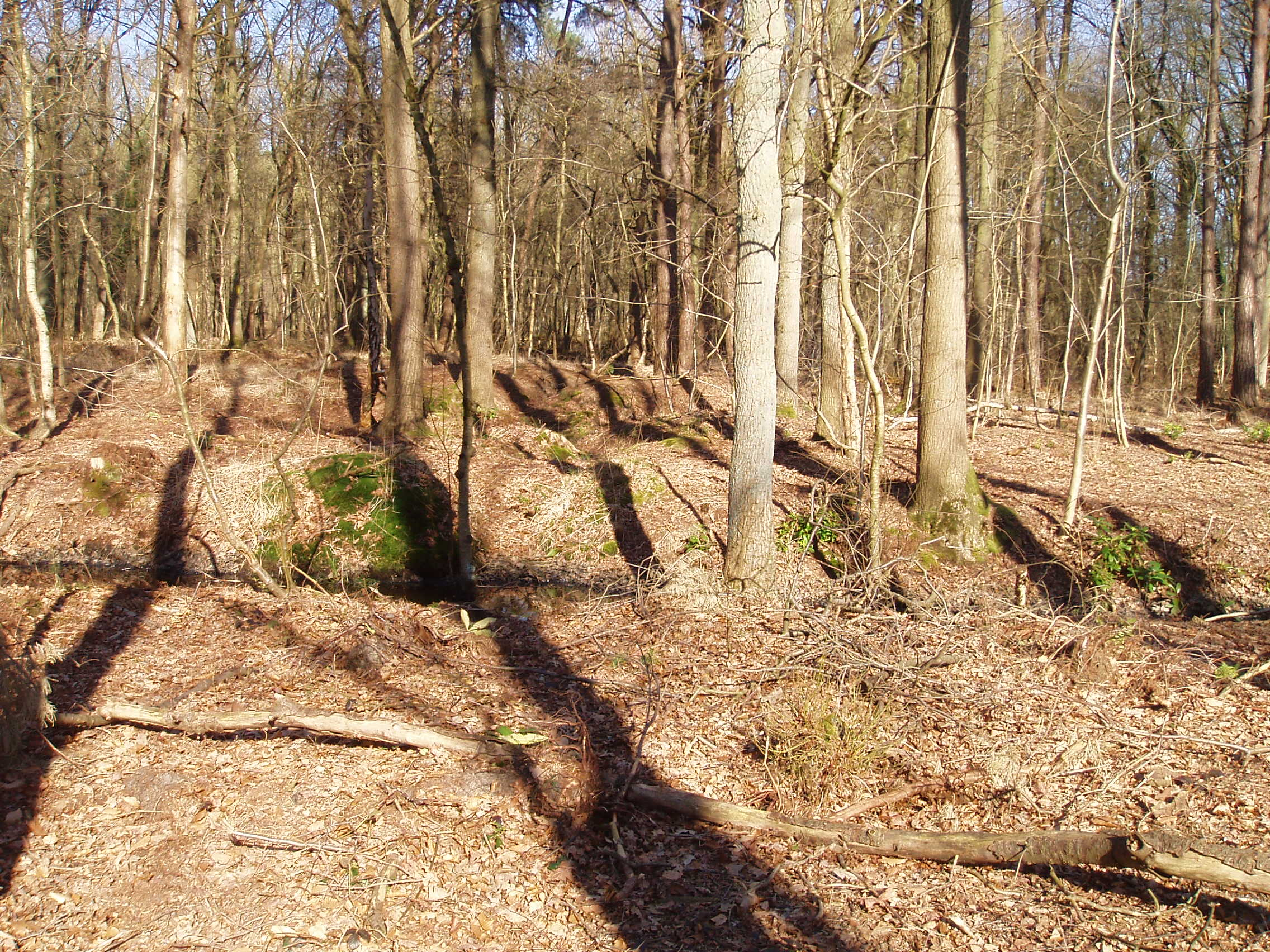
Restanten van loopgraven
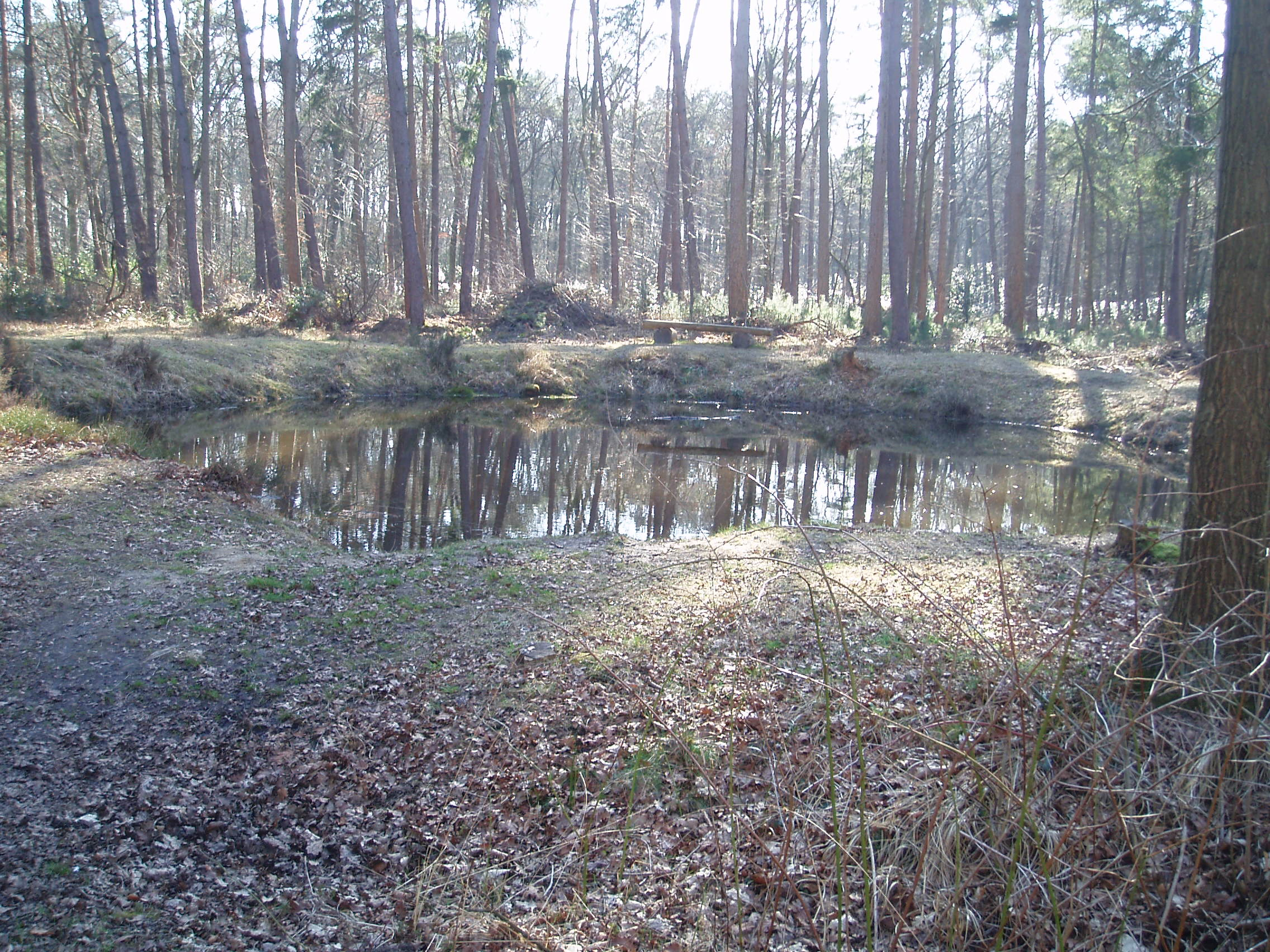
Bomkrater

## Natuur
Het domein Vrieselhof heeft een grote biologische waarde, zowel qua planten als dieren. In het sterbos achter het kasteel staan oude eiken en beuken. Hierin broeden veel vogels, met name holenbroeders zoals spechten: zowel de groene specht en de grote bonte specht als de kleine bonte specht en de zwarte specht komen er voor. Ook de middelste bonte specht is er reeds waargenomen. Maar ook allerlei andere vogels, insecten en zoogdieren leven er. De bunkers op het domein zijn vrijgemaakt, en speciale toegangen voor vleermuizen zijn voorzien. De meeste plaatsen op het domein zijn toegankelijk voor wandelaars. Een uitzondering vormt het deel aan de overzijde van het Groot Schijn, het Goor met het blauwgrasland, omdat dit te kwetsbaar is.
Het Groot Schijn is een zeer gezonde rivier waarin onder meer de beekprik en het bermpje leven. Tussen de Heidebeek en het Groot Schijn staan enkele oude bosgedeelten. Deze worden uitdrukkelijk behouden als waardevolle genenpoel.
Op het domein, niet ver van het kasteel, is een bezoekerscentrum opgericht waar men informatie kan bekomen en waar educatieve activiteiten georganiseerd worden.

## Bescherming
Op 26 mei 2005 werd het domein door de toenmalige Vlaamse minister van Ruimtelijke Ordening Dirk Van Mechelen beschermd als landschap wegens esthetische, historische, natuurwetenschappelijke en socio-culturele waarde.